# Space Babies
"Space Babies" é o primeiro episódio da 14.ª temporada da série de ficção científica britânica Doctor Who. Foi lançado originalmente através do BBC iPlayer e Disney+ em 11 de maio de 2024 junto com o episódio seguinte, "The Devil's Chord". Foi escrito por Russell T Davies e dirigido por Julie Anne Robinson.
No episódio, o alienígena viajante do tempo conhecido como o Doutor (Ncuti Gatwa) e sua acompanhante Ruby Sunday (Millie Gibson) viajam para uma nave espacial e encontram uma fazenda de bebês administrada por bebês falantes, que revelam que estão sob ataque de uma criatura que chamam de Bicho-Papão.
O episódio recebeu críticas positivas dos avaliadores, que elogiaram a simplicidade do episódio. Uma romantização do episódio escrita por Alison Rumfitt foi lançada em 8 de agosto de 2024.

## Enredo
O Doutor e Ruby Sunday viajam para uma nave espacial onde encontram uma criatura monstruosa. Eles acham um elevador e chegam ao nível superior, onde descobrem que a nave é uma fazenda de bebês controlada por bebês falantes. Os bebês vivem com medo da criatura no nível inferior, que eles apelidaram de Bicho-Papão, e sua única cuidadora é supostamente uma IA chamada Ba-ba. O Doutor rastreia a programação dela até um depósito, onde descobre que ela na verdade é uma mulher chamada Jocelyn, que é a última membra da tripulação original que foi forçada a deixar a nave e os bebês para trás, apesar de seus protestos contra isso. O Doutor localiza um planeta refugiado próximo e promete enviar Jocelyn e os bebês espaciais para lá.
Um dos bebês, Eric, reúne coragem para enfrentar o Bicho-Papão, mas o Doutor, Ruby e o resto dos bebês vêm em seu socorro. O Doutor acha a aparência do Bicho-Papão misteriosa, pois tem vontade de fugir dele. Depois de encontrar a programação da nave, ele descobre que ela criou o Bicho-Papão como parte de sua tentativa equivocada de entreter as crianças. Não só isso, mas o Bicho-Papão é feito de muco dos bebês. Jocelyn faz com que o Doutor e Ruby conduzam o Bicho-Papão até uma câmara de descompressão para que ela possa ejetá-lo no espaço, mas Ruby ressalta que a criatura apareceu na mesma época em que os bebês nasceram, portanto, na verdade, é um deles. Ruby impede Jocelyn enquanto o Doutor resgata o Bicho-Papão, que os bebês recondicionam para se comportar como um cachorro.
Reorganizando a nave, o Doutor consegue colocá-la em funcionamento para que ela possa voar até o planeta dos refugiados. O Doutor dá a Ruby as chaves da TARDIS e a convida para viajar com ele, com a condição de que não a visitem na noite em que sua mãe a deixou na igreja da Rua Ruby. Quando eles retornam para Carla e Cherry, o Doutor realiza uma varredura de DNA em Ruby sem ela saber, quando de repente começa a nevar dentro da TARDIS.

## Produção
Lenny Rush foi originalmente escalado como a voz de Eric, mas depois de ficar impressionado com seu desempenho, a equipe de produção decidiu retirá-lo do papel para escalá-lo como o consultor científico da UNIT Morris Gibbons, no qual ele apareceu posteriormente na 14.ª temporada. O personagem de Eric foi dublado por Mason McCumskey.

## Transmissão e recepção

### Transmissão
"Space Babies" foi transmitido pela BBC One em 11 de maio de 2024 junto com "The Devil's Chord", que foi ao ar imediatamente depois. Os episódios tiveram uma exibição antecipada exclusiva para a crítica em 6 de maio.
O episódio foi transmitido simultaneamente no BBC iPlayer no Reino Unido e internacionalmente no Disney+.

### Audiência
| Críticas profissionais:           | Críticas profissionais: |
| Pontuações agregadas              | Pontuações agregadas    |
| Fonte                             | Avaliação               |
| --------------------------------- | ----------------------- |
| Rotten Tomatoes (Pontuação Média) | 92%                     |
| Rotten Tomatoes (Tomatometer)     | 6,8/10                  |
| Avaliações da crítica             |                         |
| Fonte                             | Avaliação               |
| Radio Times                       | [ 10 ]                  |
| The Guardian                      | [ 8 ]                   |

Os números de audiência durante a noite estimam que o episódio foi assistido por 2,6 milhões de pessoas em sua transmissão da BBC One, 200 000 a mais que o episódio seguinte. Escrevendo para a Radio Times, Louise Griffin atribuiu a baixa audiência ao lançamento dos episódios no BBC iPlayer quase 20 horas antes. Griffin afirmou que era provável que o episódio fosse visto por um número significativamente maior de pessoas.

### Recepção crítica
De acordo com o agregador de críticas Rotten Tomatoes, 92% dos 13 críticos deram uma crítica positiva ao episódio. No Metacritic, a estreia dupla da temporada recebeu uma classificação de 72 de 100, indicando "críticas geralmente favoráveis".
Jack Seale, do The Guardian, escreveu que o episódio foi "um exemplo clássico de um episódio mediano de Doctor Who, divertido, mas esquecível e, em última análise, sem sentido". Bui Tran-Hoai, do Inverse, achou o episódio uma "mistura de coisas", descrevendo-o como "uma aventura de ficção científica escandalosamente boba envolvendo bebês falantes e uma criatura aterrorizante que persegue uma estação espacial abandonada" que "gasta muito do tempo de execução estabelecendo quem é o Doutor e o que ele faz, deixando os fãs de longa data basicamente tamborilando os dedos enquanto esperam pelas coisas boas".